# Daniel Kan
Daniel Marinus Kan (ou simplement Dan Kan) (4 août 1927 - 4 août 2013) est un mathématicien néerlandais travaillant dans la théorie des catégories et la théorie de l'homotopie. Il est un contributeur prolifique dans les deux domaines pendant six décennies, ayant écrit ou co-écrit plusieurs dizaines d'articles de recherche et de monographies.

## Carrière
Il obtient son doctorat à l'université hébraïque en 1955, sous la direction de Samuel Eilenberg. Il a comme élèves Aldridge Bousfield (en), William Dwyer, Stewart Priddy, Emmanuel Dror Farjoun et Jeffrey H. Smith. Il est professeur au Massachusetts Institute of Technology où il enseigne à partir de 1959, prenant officiellement sa retraite en 1993.

## Travaux
Il joue un rôle dans les débuts de la théorie moderne de l'homotopie similaire à celle de Saunders Mac Lane en algèbre homologique, à savoir l'application adroite et persistante des méthodes catégorielles. Son œuvre la plus célèbre est la formulation abstraite de la découverte des foncteurs adjoints, qui date de 1958. L'extension de Kan est l'une des descriptions les plus larges d'une classe générale utile d'adjonctions.
À partir du milieu des années 1950, il apporte des contributions importantes à la théorie des ensembles simpliciaux et aux méthodes simpliciales en topologie en général. En reconnaissance de cela, les fibrations dans la structure de catégorie de modèle fermée habituelle sur la catégorie des ensembles simpliciaux sont appelées fibrations Kan (en), et les objets fibrants sont appelés complexes Kan (en).
Certains des travaux ultérieurs de Kan concernent les catégories de modèles et d'autres catégories homotopiques. Son travail avec Aldridge Bousfield (en) sur les complétions et les limites d'homotopie, et son travail avec William Dwyer (en) sur les localisations simpliciales de catégories relatives sont reconnus.